# 廖汉
廖汉（1453年—？），字天章，号五洪大夫，湖廣武昌府蒲圻人，明朝政治人物。

## 生平
成化十九年（1483年）中湖廣乡试第十四名，弘治六年（1493年）癸丑科进士，授戶部主事，陳情便養，改南京户部主事。正德初，刘瑾当国，廖汉上疏抗論時政不報，再上疏自陈，去官归里。結茅五洪山潜修以居，卒年85岁。

## 家族
曾祖廖從信，景東衛經歷；祖父廖淵。父廖善，漢州學正。母黄氏。具庆下。
传子12个。配：江氏，传子：嘉南、道南、遵南；配：王氏，传子：维南、宝南；配：宋氏，传子：皋南；配：王氏，传子：乾南、梦南；配：张氏，传子：启南、宣南、林南、寿南。